# Дармофал Сергій Миколайович
Сергі́й Микола́йович Дармофа́л  (1991—2014) — старший солдат, Збройні сили України, учасник російсько-української війни.

## Життєпис
Народився 1991 року в селі Волиця (Іваничівський район, Волинська область). 2009 року закінчив ЗОШ у селі Колона, вступив до Львівського державного університету безпеки життєдіяльності. Служив у ЗСУ строкову службу та заочно навчався. Брав участь у роботі духового оркестру.
У квітні 2014-го мобілізований, проходив службу на посаді водія у 2 ГСАДн, 51-ша окрема механізована бригада.
Загинув під час визволення міста Мар'їнка Донецької області 1 серпня 2014-го: автомобіль ГАЗ-66 підірвався на міні й перекинувся. Тоді ж загинули капітан Андрій Задорожний, сержант Руслан Калуш, молодший сержант Андрій Курочка, старший солдат Михайло Котельчук, старший солдат Сергій Кушнір.
Вдома залишились батько, мама Софія Михайлівна, брат, сестра.
Похований у селі Волиця.

## Нагороди та вшанування
За особисту мужність і героїзм, виявлені у захисті державного суверенітету та територіальної цілісності України, вірність військовій присязі під час російсько-української війни
- нагороджений орденом «За мужність» III ступеня (4.6.2015, посмертно)
- його портрет розміщений на меморіалі «Стіна пам'яті полеглих за Україну» в Києві: секція 2, ряд 3, місце 15
- 2 квітня 2015 року Колонівській ЗОШ І—ІІІ ступенів присвоєно ім'я Сергія Дармофала (рішення 37-ї сесії Іваничівської районної ради)
- 28 травня 2015 року в загальноосвітній школі І—III ступеня села Колона встановлено та освячено меморіальну дошку випускнику Сергієві Дармофалу.[2]